# Ленгфельд (Тюрингия)
Ленгфельд (нем. Lengfeld) — община в Германии, в земле Тюрингия.
Входит в состав района Хильдбургхаузен. Подчиняется управлению Фельдштайн. Население составляет 443 человека (на 31 декабря 2010 года). Занимает площадь 6,64 км².